# HR 10
Désignations
HR 10, également désignée HD 256, est une étoile binaire de la constellation équatoriale de la Baleine. Elle est tout juste visible à l'œil nu avec sa magnitude apparente de 6,20. D'après la mesure de sa parallaxe par le satellite Gaia, le système est distant d'environ ∼ 474 a.l. (∼ 145 pc) de la Terre. Il se rapproche du système solaire à une vitesse radiale héliocentrique de −10 km/s.

## Propriétés
HR 10 était à l'origine considérée comme étant une seule étoile. En 1982, il est découvert qu'elle est une étoile à enveloppe (shell star en anglais). Ses raies d'absorption circumstellaires se sont ensuite révélées variables, montrant une similitude avec le disque de débris vu de côté qui entoure Beta Pictoris. Sa classification comme une étoile de type spectral A2 IV/V correspondait à une étoile de type A qui arrive à la fin de sa vie sur la séquence principale, montrant des traits d'une étoile qui entre dans sa phase de sous-géante.
Mais l'étude de Montesinos et ses collaborateurs, parue en 2019, a révélé que HR 10 est en fait une étoile binaire. Pour ce faire, les chercheurs ont utilisé l'instrument PIONIER du VLTI ainsi que trente-deux années de mesure de la vitesse radiale du système. Ils en concluent que la composante variable des raies spectrales de HR 10 ne s'explique pas par la présence d'exocomètes, mais est plutôt due à sa binarité. Chaque étoile est une étoile à enveloppe, possédant chacune sa propre enveloppe circumstellaire. La paire accomplit une orbite avec une période de 2,05 ans, selon une excentricité d'environ 0,23 et à un demi-grand axe de 3,08 ua. La classification ajustée du système est celle d'une étoile blanche de la séquence principale qui tourne rapidement sur elle-même de type spectral A3Vn sh.